# Осикава, Берард Тосио
Берард Тосио Осикава (яп. ベラルド押川壽夫 бэрарудо осикава тосио) (25.03.1941 г., Диакума, Япония) — католический прелат, епископ Нахи с 24 января 1997 года, член монашеского ордена конвентуальных францисканцев.

## Биография
21 декабря 1967 года Берард Тосио Осикава был рукоположён в священника.
24 января 1997 года Римский папа Иоанн Павел II назначил Берарда Тосио Осикаву епископом Нахи. 25 мая 1997 года состоялось рукоположение Берарда Тосио Осикавы в епископа, которое совершил епископ Нахи Пётр Батист Тадамаро Исигами в сослужении с епископом Иокогамы Стефаном Фумио Хамао и епископом Кагосимы Павлом Синъити Итонагой.